# Besouro Mangangá
Manuel Henrique Pereira, plus connu sous le nom de Besouro Mangangá, est un capoeiriste brésilien né à Santo Amaro  en 1885 et mort en 1924.
Il est considéré comme un des plus grands capoeiristes de tous les temps.
Son nom de Besouro (« Coléoptère », « Scarabée ») vient de la légende qui raconte qu'il se transformait en scarabée lorsque ses adversaires devenaient trop nombreux : il pouvait ainsi s'échapper en s'envolant.
Il avait le « corpo fechado », c'est-à-dire qu'à la suite d'un rituel vaudou il était considéré comme ayant le corps « fermé à la mort ». Selon cette croyance il ne pouvait plus être tué par des balles ou une arme blanche. Il sera toutefois poignardé par Eusebio de Quisaba. Ce dernier utilisa un faca de tucum, couteau en bois ayant des vertus magiques seules capables d'outrepasser la protection rituelle offerte par le corpo fechado (le tucum est un palmier brésilien dont le bois est utilisé pour des objets liés à la spiritualité, comme le faca de tucum dans le vaudou ou les « anneaux de tucum »).
Son décès est documenté par le certificat de l'hôpital Santa Casa de Misericórdia. Les circonstances exactes de son assassinat sont difficiles à déterminer car relevant de la tradition orale (soit poignardé dans le dos alors qu'il luttait dans une embuscade, soit alors qu'il dormait, présence ou pas d'une femme avec qui il aurait passé la nuit, etc.). L'une des histoires populaires qui raconte la mort de Besouro la présente ainsi : Besouro aurait travaillé un temps pour un fermier nommé Dr Zeca. Le fils du fermier, Meneu, se serait disputé avec Besouro, et Dr Zeca aurait alors décidé de tendre un piège sournois au capoeiriste : le fermier avait un ami qui était administrateur à l'usine de Maracangalha, nommé Baltazar. Dr Zeca aurait demandé à Besouro de porter une lettre à Baltazar. Besouro ne savait pas lire, et ignorait donc que la lettre révélait qui était Besouro et demandait à l'administrateur de le faire arrêter. En recevant la lettre, Baltazar aurait invité Besouro à dormir sur place et de ne repartir que le lendemain, le temps que Baltazar rédige sa réponse à Dr Zeca. Lorsque Besouro serait arrivé à la porte de Baltazar pour chercher sa réponse, il aurait été entouré par environ 40 hommes, décidés à le tuer. Les balles ne lui auraient rien fait, du fait que son corps était « fermé » ; mais l'un des agresseurs l'aurait frappé avec le fameux faca de tucum, et aurait ainsi mortellement blessé le capoeiriste invincible.
Son histoire et le récit de sa vie en font un personnage mythique et important pour les capoeiristes. Il existe plusieurs chansons lui rendant hommage (27 références disponibles sur http://www.capoeira-music.net/?s=besouro)
En 2009, un film sur sa vie a été réalisé : Besouro (interprété par Ailton Carmo) de João Daniel Tikhomiroff avec Servilio de Holanda, Miguel Lunardi.